# Più o meno - Il sesso confuso: racconti di mondi nell'era AIDS
Più o meno - Il sesso confuso: racconti di mondi nell'era AIDS, reso graficamente come +o- - Il sesso confuso: racconti di mondi nell'era AIDS, è un film documentario del 2010 diretto da Andrea Adriatico e Giulio Maria Corbelli, con la fotografia di Raffaella Cavalieri e le musiche originali di Massimo Zamboni.
Storie legate all'AIDS, alla confusione che ha generato sulla sessualità, mediante racconti esistenziali narrati dai diretti protagonisti (malati di AIDS, sieropositivi, attivisti, medici e ricercatori, ecc.) che si intrecciano con la storia di un'epoca su questo pianeta.
Fra le testimonianze si citano, a solo titolo d'esempio, quelle di: Franco Grillini (presidente onorario Arcigay, attivista sociale e politico), Fernando Aiuti (immunologo e infettivologo, professore emerito della Sapienza di Roma), Mauro Moroni (infettivologo), Rosaria Iardino (presidente onorario di NPS Italia onlus), Beppe Ramina (fondatore LILA) e altri.

## Contenuti
Il film nasce dalle riflessioni dei due autori e registi che – negli anni in cui l'AIDS comincia a mostrare il suo volto – si affacciano alla scoperta della sessualità. Abbiamo quindi le due prospettive possibili: chi ha scoperto la propria sieroconversione, il contagio da HIV e la conseguente sieropositività, e chi invece a causa della malattia ha perso amici, persone care, molte occasioni e spontaneità, ma è rimasto fuori dal gruppo dei contagiati.
Si attraversano i decenni passando dal desiderio adolescenziale di contatto fisico degli anni settanta al terrore del contagio che ammala più del virus negli anni ottanta, per passare poi alle speranze degli anni novanta con le scoperte scientifiche e i nuovi farmaci in grado di controllare, non di guarire, la malattia. Si arriva poi ai nostri giorni e al silenzio assordante che si è creato intorno all'HIV e all'AIDS. Ed è proprio questo silenzio che spinge a chiedersi cosa è successo.
I protagonisti con le loro storie e i loro volti, tanti e diversi fra loro, rappresentano loro stessi di fronte ad alcune domande sull'AIDS, la felicità, la vita e il sesso. Sono medici, ricercatori, attivisti, operatori del settore, personaggi dello spettacolo della cultura e della politica, ma anche persone comuni.
Inquadrati da due telecamere, da due punti di vista, una vicinissima quasi a voler catturare ogni sospiro e ogni dettaglio, l'altra più distante e discreta che cerca di cogliere il respiro più ampio del sentimento, la sua ricaduta sul senso generale.
Senza introduzioni o presentazioni ognuno racconta il “suo mondo nell'era aids”, e in un mondo dove il virus è sempre stato vissuto nascostamente, i loro volti raccontano l'epidemia, e sui loro volti e sulle loro parole si compone il racconto collettivo, come se fossero un solo narratore che assume volti e voci differenti nelle varie esperienze che attraversa.
Una poltrona bianca, imperturbabile ai luoghi e ai tempi e immobile nella sua dolce stazza, accoglie e ospita tutti i protagonisti che su di lei raccontano e si raccontano, mentre sullo sfondo scorrono tanti spazi e luoghi, sia pubblici che privati: un museo, il mare, la gabbia con le giraffe. Come a simboleggiare la vita che scorre lenta e indifferente.

## Riconoscimenti
- 4º Festival del documentario d'Abruzzo - Pescara, 21-25 giugno 2010: Premio internazionale Emilio Lopez, sezione “Panorama italiano”[2]
- 24º Festival Mix - Milano, 22-29 giugno 2010: Premio come miglior documentario[3]